# Секуляризаційна реформа 1764 року

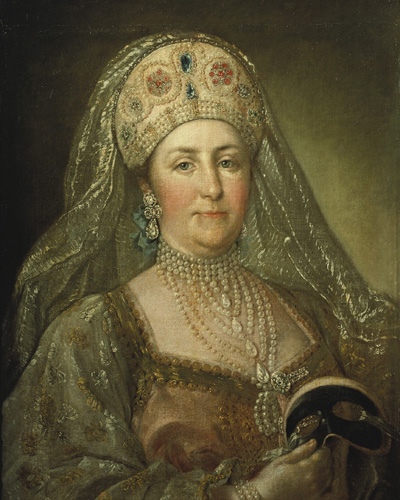
Портрет Катерини II в російському вбранні пензля невідомого художника

Секуляризаційна реформа 1764 року — реформа, проведена в Російській імперії Катериною II в 1764 році з метою вилучення церковних володінь, скасування частини монастирів, а також визначення коштів на утримання для єпархій та деяких обителей.
Маніфест про секуляризацію був підписаний імператрицею 26 лютого (8 березня) 1764 року і визначив майново-правове становище Російської православної церкви до кінця синодального періоду.

## Маніфест
Імператриця Катерина II 26 лютого (8 березня) 1764 року видала указ про церковні володіння , який закінчував багатовікове протистояння Російської Православної Церкви і держави. Указ стосувався питання про церковні володіння. Найважливіші його положення були наступні:
- Всі маєтки Святійшого Синоду, а також монастирів, парафій та єпархіальних кафедр передавалися державній Колегії економії.
- Всі церковні установи усувалися від управління маєтками, а також монастирями, парафіями та єпархіальними кафедрами.
- Селяни, які проживають у зазначених маєтках, перепоручались в управління Колегії економії, і надалі іменувалися «економічними селянами». Треба зауважити, що зазначених селян, згідно ревізії 1760 року, було 910866 ревізьких душ (тобто тільки чоловіків).
- Замість панщини і оброків з 1 (12) січня 1764 року дані селяни зобов'язані були платити за 1,5 руб. подушного окладу, який надходив до державної скарбниці безпосередньо через Колегію економії.
- Для утримання церковних установ (монастирів, парафій та єпархіальних кафедр), які раніше володіли землею, Колегія економії повинна була виділяти певну суму.
- Єпархії поділялися на три класи і на їх утримання призначалася відповідна сума в залежності від наділеного класу.
- Для монастирів, крім підпорядкованих Київському митрополиту (спочатку), складалися монастирські штати, в які були внесені 225 монастирів, розділених на 3 класи за рівнем утримання[3].

В Священній Римської імперії подібну політику секуляризації і закриття монастирів проводив в один час із Катериною імператор Йосиф II.

## Хід реформи
По донесенню Святійшого Синоду від 1 (12) січня 1762 року у всіх єпархіях Російської Імперії на той момент налічувалося 954 монастирі, в яких перебувало 11 153 ченців. Після секуляризаційної реформи Синод постановив скасувати 418 монастирів. Решти 226 монастирів стали отримувати грошове утримання від держави. 310 монастирів які залишилися оголошувалися виведені за штат і повинні були існувати на добровільні народні пожертвування.
Через два роки, 31 березня (11 квітня) 1764 року, вийшло наступне додаткове розпорядження: монастирі за штатом (заштатні) повинні бути також розділені на 3 класи:
- 1 клас — 20 монастирів
- 2 клас — 56
- 3 клас — 85

Разом 161 монастир з 1247 монахами. Решта 149 монастирів скасовувалися. Заштатні монастирі, які залишилися повинні були існувати або на добровільні приношення, або за рахунок розташованої близько обителей землі, що обробляється ченцями власними силами. Таким чином, у Великоросії залишалося всього 387 монастирів.
Секуляризаційна реформа була поширена за межі Великоросії. У 1786 році аналогічна ситуація встановилася в Київській, Чернігівській та Новгород-Сіверській губерніях, а в 1788 році — в Курській, Катеринославській, Харківській і Воронезькій губерніях.

## Скасовані монастирі
- Андрусівський монастир
- Арефінська Входоєрусалимска пустинь
- Бєжецький Введенський монастир
- Бречицький Андроників монастир
- Велика Авраамова пустинь
- Верхня Авраамова пустинь
- Возмищенський монастир
- В'язніковський Введенський монастир
- Гороховатська Богородична пустинь
- Дивногорський Успенський монастир
- Дуниловський Успенський монастир
- Заозерний Авраамовий монастир
- Істобенський Троїцький монастир
- Козельський Вознесенський монастир
- Кохминский Казанський монастир
- Хрестогорська Тихонова пустинь
- Курязький монастир
- Лихвинский Афанасієвський монастир
- Лихотнин Успенський монастир
- Мамонтова пустинь
- Маровська Хрестовоздвиженська пустинь
- Межигірський Спасо-Преображенський монастир
- Мещовський Афанасієвський Петропавлівський монастир
- Мосальський Успенський монастир
- Московський Варсонофіївський монастир
- Муромський Воскресенський монастир
- Ніло-Сорска пустинь
- Нуромський Преображенський монастир
- Обвинський Верх-Язьвинський Богородицький (спочатку Успенський) чоловічий монастир
- Обнорський Воскресенський монастир
- Пешношський Микільський монастир
- Посолотинський монастир
- Серпуховський Розп'ятський монастир
- Рдейский монастир
- Свято-Успенська Святогірська лавра
- Солом'янська пустинь
- Спасо-Воротинський монастир
- Спасо-Запрудненський монастир
- Спасо-Кам'яний монастир
- Спасо-Новоприлуцький монастир
- Спасо-Пісоцький монастир
- Стрїнська Успенська пустинь
- Углицький Воскресенський монастир
- Усть-Вимський Михайло-Архангельський монастир
- Усть-Сарапульський Спаський монастир
- Ущельский монастир
- Христофорова Богородицька пустинь
- Череповецький Воскресенський монастир
- Чорноєзерський монастир
- Шуйський Троїцький монастир

## Реакція церкви

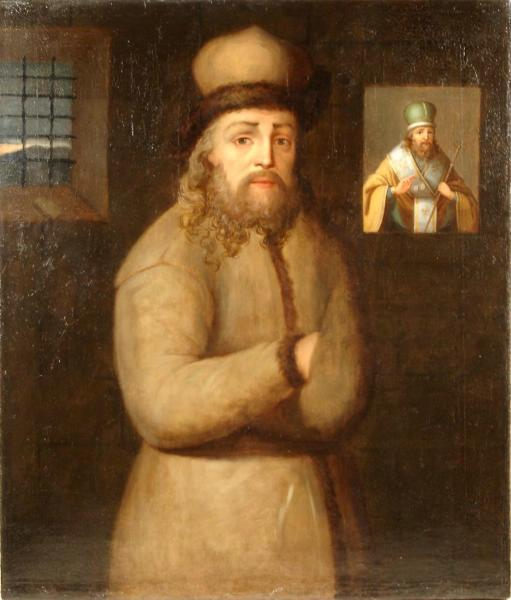
Митрополит Арсеній у в'язниці

Прусський посланець доповідав на батьківщину, що російське духовенство, яке  дізналося про майбутню націоналізацію церковної нерухомості подавало Петру III колективну скаргу на такий «дивний спосіб дій, якого не можна було б очікувати навіть від бусурманського уряду».
Втративши значні маєтності, Церква нарікала. Найбільш послідовно критикував реформу митрополит родом з України Арсеній (Мацеєвич), який був за це позбавлений сану, засуджений як «підступний злочинець» і скінчив свої дні в ув'язненні (потім був канонізований РПЦ і УПЦ КП як святий).

## Наслідки реформи
Поділ на штати і класи визначило фінансове становище монастирів. З'явилося два абсолютно різних типи не тільки монастирів, але і ченців, що нівелювало значення монастирських статутів.
Фінансове утримання штатного чоловічого монастиря 1-го класу, визначене реформою, в 2,5 рази перевищувало утримання монастиря 3-го класу; на жіночі монастирі 2-го і 3-го класу відпускалися значно менші суми, ніж на чоловічі. Фактично держава брала на себе лише утримання і харчування монастирської братії. Будівлі монастирів поступово руйнувалися, а настоятелі не наважувалися повідомляти про це Синоду, щоб уникнути нуліфікування монастиря. Щоб уникнути фінансових проблем, монастирі скорочували кількість ченців, через це стали пустувати та бідніти.